# Wójtowskie
Wójtowskie – osada w Polsce położona w województwie kujawsko-pomorskim, w powiecie włocławskim, w gminie Włocławek.
Miejscowość położona jest nad jeziorem Wójtowskim.
W latach 1975–1998 miejscowość administracyjnie należała do województwa włocławskiego.